# Żakip Asanow
Żakip Każmanowicz Asanow (oryg. Жакип Кажманович Асанов; ur. 17 sierpnia 1963 w Kyzyłordzie) – kazachski prawnik, prokurator generalny od 2016 roku.

## Życiorys
W 1985 roku ukończył Kazachski Państwowy Uniwersytet im. S.M. Kirowa. W latach 1986–1993 pełnił obowiązki starszego prokuratora miasta Kyzyłorda i był asystentem prokuratora obwodu kyzyłordyńskiego. W latach 1994–1997 pracował w administracji prezydenckiej, a w latach 1997-2001 był starszym asystentem Prokuratora Generalnego. W latach 2001–2002 był pierwszym zastępcą prokuratora Ałmaty, a w latach 2002-2003 prokuratorem obwodu pawłodarskiego.
Od 27 czerwca 2003 roku do 3 czerwca 2005 roku sprawował funkcję wiceministra sprawiedliwości. W kolejnych latach był członkiem rad dyrektorów państwowych spółek Kazachstańskie Systemy Komunalne oraz Ordabasy. Od 6 września 2012 roku do 25 kwietnia 2016 roku był zastępcą prokuratora generalnego.
Urząd prokuratora generalnego objął 25 kwietnia 2016 roku w czasie trwania protestów spowodowanych proponowanymi zmianami w prawie sprzedaży państwowej ziemi. Przypomniał wtedy o zakazie rozpowszechniania fałszywych informacji i powiedział, że informacja o możliwości zakupu ziemi przez obcokrajowców jest fałszywa. 11 grudnia 2017 roku objął urząd prezesa Sądu Najwyższego zastępując Kajrata Mämiego.
Asanow włada językiem kazachskim i rosyjskim. Jest żonaty, ma troje dzieci.
Odznaczony m.in. Orderem Kurmet.